# Pascal Chaumont
Pascal Chaumont est un chanteur québécois. Il a participé à Star Académie 2009. Il est auteur-compositeur-interprète.

## Biographie
Pascal Chaumont est né en 1989. Il est originaire de La Conception.
Il apprend la musique très tôt, notamment la guitare. Il investit son argent dans des cours privés, délaissant l’école traditionnelle.
Il se produit ensuite dans des bars et les pubs de sa région. Il investit ses cachets à mettre sur pied de son propre studio où il enregistre aussi bien ses compositions que celles d’autres artistes qui ont recours à ses services.
Âgé de quinze ans, il interprète la pièce Juste pour voir le monde, en duo avec Marie-Chantal Toupin. Un an plus tard, en 2005, il remporte le concours Expo-Québec et termine premier finaliste au niveau canadien.
En 2009, il participe à la Star Académie. 
C'est avec l’une de ses compositions personnelles, Ch’us là qu’il décide de convaincre le public de voter pour lui lors d’une mise en danger. Le titre plaît tellement qu’il est intégré au répertoire de la tournée de Star Académie 2009 qui comptera une vingtaine de spectacles présentés devant plus de 100 000 spectateurs.
Ch’us là fait aussi partie des 12 chansons de son premier album intitulé Chacun son chemin qui paraît au printemps 2010 sur étiquette Musicor.

## Spectacles
- 2004 : Duo et Première partie avec Marie-Chantal Toupin
- 2005 : Première partie de Hugo Lapointe
- 2005 : Première partie de Marie Denise Pelletier
- 2009 : Tournée Star Académie 2009
- 2010 : FrancoFolies de Montréal
- 2010 : International de montgolfières de Saint-Jean-sur-Richelieu
- 2011 : Tournée de spectacles en Ontario

## Discographie
- 2005 : Inspiration, Autoproduction
- 2009 : Chacun son chemin, Autoproduction
- 2010 : Chacun son chemin, Musicor
- 2012 : Heureux de son sort, single, Productions Chaumont